# Homaliodendron erosifolium
Homaliodendron erosifolium là một loài rêu trong họ Neckeraceae. Loài này được M. Fleisch. mô tả khoa học đầu tiên năm 1906.